# Кубок Андорры по футболу 1999
Кубок Андорры 1999 (кат. Copa d'Andorra 1999) — четвёртый розыгрыш Кубка Андорры по футболу. Победителем турнира стал «Принсипат», выигравший в финале клуб «Санта-Колома» со счётом (3:1).

## Финал
| 1999      | \| Принсипат \| (3:1) \| Санта-Колома \| | неизвестно   |
| Принсипат | (3:1)                                    | Санта-Колома |

| Победитель Кубка Андорры 1999 |
| ----------------------------- |
| Принсипат Четвёртый титул     |